# Terry Murphy (Snookerspieler)
Terry Murphy (* 6. März 1972 in Derry) ist ein ehemaliger nordirischer Snookerspieler, der zwischen 1991 und 2004 Profispieler war. Bei der Benson and Hedges Championship 1993 spielte er ein Maximum Break, welches aber nie offiziell anerkannt wurde.

## Karriere
Murphy stammt aus dem nordirischen Derry, lebte aber während seiner Karriere im englischen Kidderminster. Mit der Öffnung der Profitour 1991 wurde Murphy Profispieler. Bereits in seiner Debütsaison gelang ihm mit einer Hauptrundenteilnahme bei den British Open ein Achtungserfolg, der ihn auf Rang 133 der Weltrangliste führte. Nachdem er in der nächsten Saison stets in den letzten Qualifikationsrunden der Turniere verloren hatte, erreichte er während der Saison 1993/94 bei gleich zwei Turnieren die Runde der letzten 32, also in diesem Falle sogar die zweite Runde der Hauptrunde. Eines der beiden Turniere, die UK Championship, war das zweitwichtigste Profiturnier nach der Weltmeisterschaft. Am Saisonende schaffte er mit Rang 91 den Sprung in die Top 100. Den weiteren Weg in die vorderen Ränge der Weltrangliste ebnete er sich durch regelmäßige Hauptrundenteilnahmen in den folgenden drei Spielzeiten. Sowohl bei den Welsh Open 1996 als auch bei der UK Championship 1996 schied er erst im Achtelfinale aus; bei den Welsh Open 1997 stand er sogar im Viertelfinale. Mitte 1997 hatte er mit Platz 29 seinen Zenit auf der Weltrangliste erreicht.
Eine Reihe weiterer Hauptrundenteilnahmen, allen voran sein Debüt in der Hauptrunde der Weltmeisterschaft, sicherte Murphy anschließend eine weitere Saison auf Platz 29. Dieses hohe Niveau konnte Murphy auch darüber hinaus weitgehend halten. Weiterhin stand er regelmäßig in den Hauptrunden, erreichte auch einige Male ein Achtelfinale, darunter bei der UK Championship 1998. Bei der Snookerweltmeisterschaft 1999 zog er erneut in die WM-Hauptrunde ein. Deshalb verbrachte er die beiden folgenden Saisons auf Platz 30 der Weltrangliste, sein Niveau hielt er also auch hier konstant hoch. Danach begann eine sukzessive Verschlechterung von Murphys Ergebnissen: Der Nordire schied wieder früher aus. Beim Grand Prix 2000 stand er letztmals im Achtelfinale eines Weltranglistenturnieres, bei der UK Championship 2001 zum letzten Mal in einer Runde der letzten 32. Dennoch hielt er sich weiter in den Top 64 der Weltrangliste. Ferner galt er weiterhin als einer der besten nordirischen Profispieler jener Zeit; als solcher wurde er unter anderem zum Nations Cup 2001 eingeladen. Erst nach den folgenden zwei Saisons, als er kaum mehr Spiele gewann, verschlechterte sich auch Murphys Weltranglistenposition deutlich. Abgerutscht auf Platz 113, verlor er Mitte 2004 seinen Profistatus. Nachdem er noch an der Challenge Tour 2004/05 erfolglos teilgenommen hatte, beendete er seine Karriere.